# Clemira magnifica
Clemira magnifica is een vlinder uit de familie uilen (Noctuidae). De wetenschappelijke naam van de soort is, als Euthysanotia magnifica, voor het eerst geldig gepubliceerd in 1904 door William Schaus. De combinatie in Clemira werd in 2009 door V.O. Becker gemaakt, die daarbij ook het lectotype selecteerde.

## Type
- lectotype: "female, genitalia slide no. JGF 208"
- instituut: USNM, Smithsonian Institution, Washington, Verenigde Staten
- typelocatie: "Brazil (RJ), Petrólis"

## Andere combinaties
- Aucula magnifica Schaus, 1904 gemaakt door George Francis Hampson in 1910